# Церква святого Івана (Мамаївці)
Церква свят́ого Івана (Мам́аївці) — дерев'яна церква, побудована у 1863 році (за іншими даними — у 1773 році), яка набула свого сучасного вигляду після нещодавньої реставрації. Розташована в західній частині села Мамаївці (колись називалося Старосілля) Кіцманського району Чернівецької області.

## Архітектура

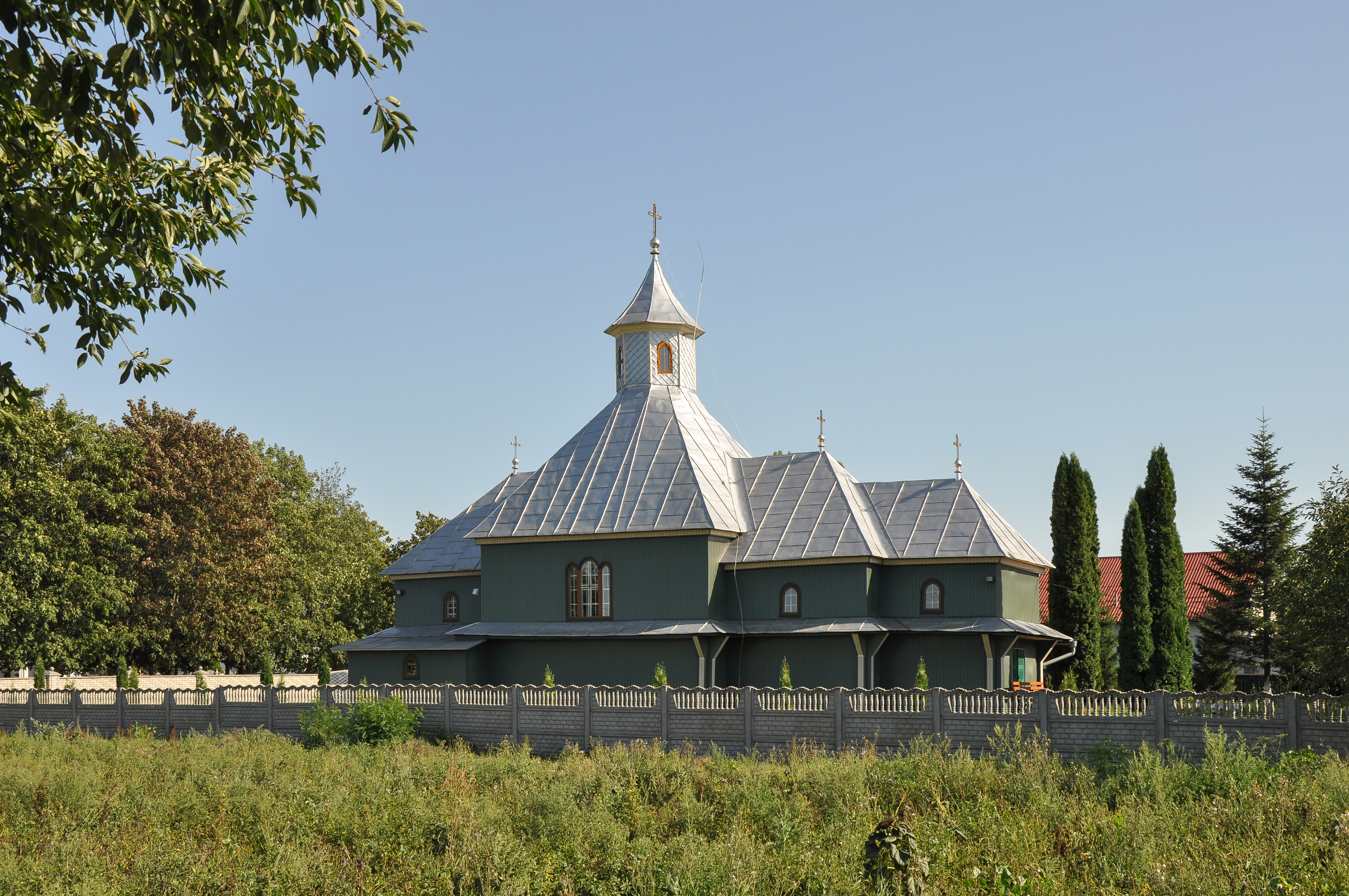
Церква влітку 2012 року

Церква являє собою зразок перехідної архітектури від архаїчних буковинських форм до більш сучасних, які панували в середині XIX століття. Іванівська церква є тридільною з один невеликим куполом посередині. Дерев'яна святиня тризрубна, з ширшою навою і вужчими вівтарем і бабинцем. Останній має вужчу добудову в західному напрямку, а до вівтаря з обох сторін прибудовані ризниці. Чотирисхилий дах нави вінчає великий світловий ліхтар з маківкою.
Ймовірно дерев'яних храмів у Мамаївцях колись було два: ось цей, Іванівський, на куті Старі Мамаївці, — та Покровська церква з 1773 р. у Нових Мамаївцях. Друга до нашого часу не збереглася. Згоріла у 1944 р.
Дзвіниця також дерев'яна, стоїть з південного заходу від церкви.